# ووش (استان ماسوویان)
ووش (به لاتین: Łoś) یک روستا در لهستان است که در گمینا پراژموو واقع شده‌است.
 ووش  ۳۷۰ نفر جمعیت دارد.